# Gene Likens

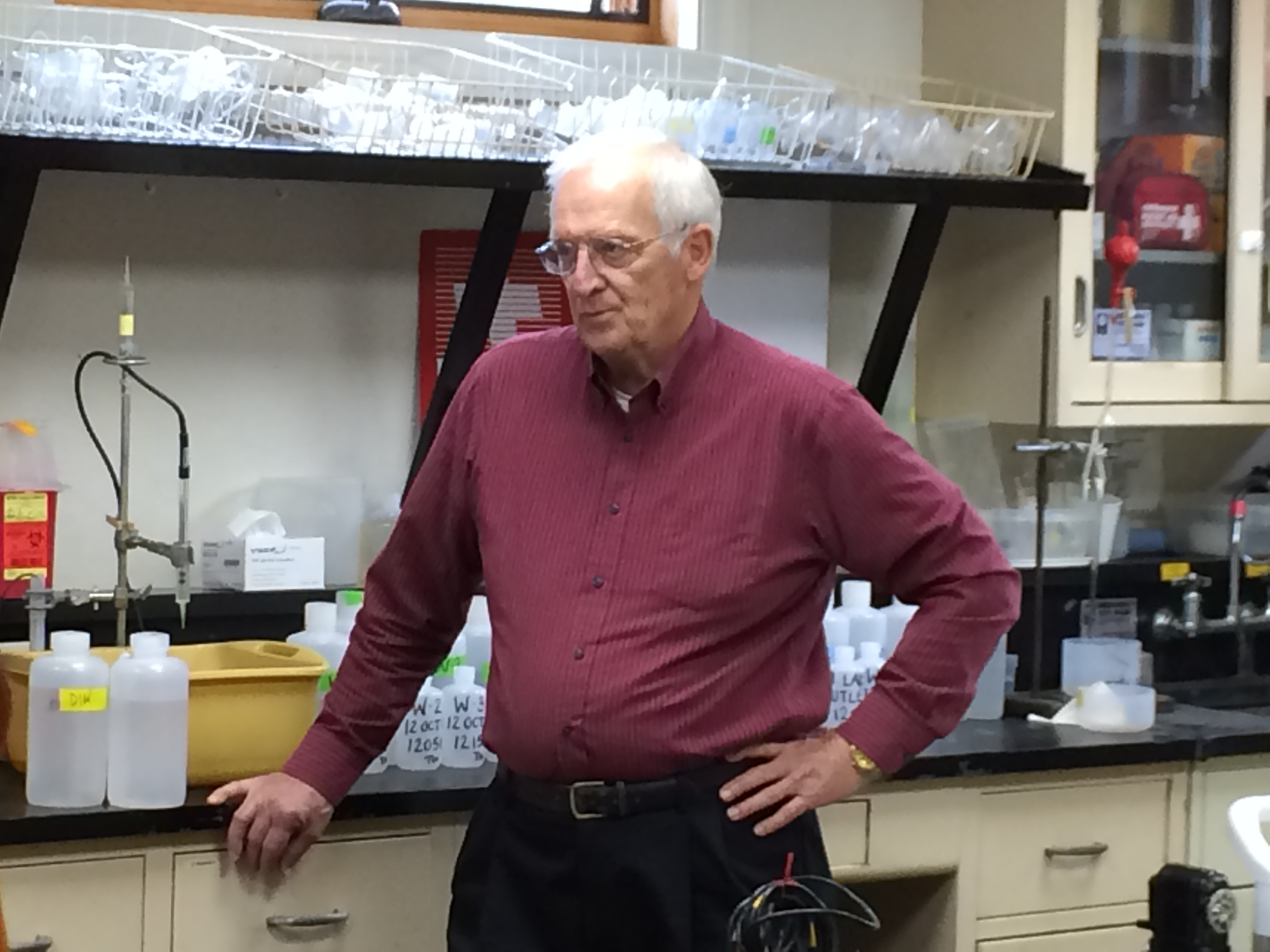
Gene Likens, 2015

Gene Elden Likens (* 6. Januar 1935 in Pierceton, Indiana) ist ein US-amerikanischer Limnologe und Ökologe.
Likens gehört zu den führenden Experten der Biogeochemie und machte sich um ökologische Langzeitbeobachtungen (zum Beispiel im Hubbard Brook Experimental Forest) und um nachhaltiges Landmanagement (sustainable land management) verdient. Er ist gemeinsam mit F. Herbert Bormann insbesondere an der Erforschung des Sauren Regens beteiligt und beeinflusste wesentlich politische Entscheidungen im Zusammenhang mit dem Sauren Regen, so die Verabschiedung des Clean Air Act.
Likens erwarb 1957 einen Bachelor in Zoologie am Manchester College und 1959 einen Master und 1962 einen Ph.D., beide an der University of Wisconsin–Madison, beide in Zoologie. Ab 1963 gehörte er zunächst zum Lehrkörper des Dartmouth College. Seit 1969 war er an der Cornell University, zunächst als Associate Professor, seit 1972 als ordentlicher Professor. Seit 1984 war er Professor für Biologie an der Yale University, seit 1985 zusätzlich an der Rutgers University. Weitere akademische Verbindungen hat er zur University at Albany, The State University of New York (Adjunct Professor) und zur University of Connecticut (Distinguished Visiting Research Professor). Von 1983 bis 1993 war er Vizepräsident des New York Botanical Garden. Von 1983 bis 2007 war er Gründungspräsident des Institute of Ecosystem Studies (seit 2007 Cary Institute of Ecosystem Studies).
2015 veröffentlichte er mit Adam Wilson eine Studie über Vandalismus in politisch umkämpften, vielbesuchten englischsprachigen Wikipedia-Artikeln wie Saurer Regen, globale Erwärmung, Evolution.
Gene Likens war bis zu ihrem Tod mit Phyllis Irene Craig Likens (1951–2014) verheiratet. Er hat vier Kinder.

## Auszeichnungen (Auswahl)
- 1965 Fellow der American Association for the Advancement of Science
- 1972 Guggenheim-Stipendium[5]
- 1979 Mitglied der American Academy of Arts and Sciences[6]
- 1981 Mitglied der National Academy of Sciences[7]
- 1988 Mitglied der Königlich Schwedischen Akademie der Wissenschaften[8]
- 1993 Tyler Prize for Environmental Achievement[9]
- 1994 Australien-Preis[10]
- 1994 Mitglied der Königlich Dänischen Akademie der Wissenschaften[11]
- 1995 Naumann-Thienemann-Medaille[12]
- 2000 Korrespondierendes Mitglied der Österreichischen Akademie der Wissenschaften[13]
- 2001 National Medal of Science[14]
- 2003 Blue Planet Prize[15]
- 2006 Mitglied der American Philosophical Society[16]
- 2016 BBVA Foundation Frontiers of Knowledge Award[17]
- 2019 Benjamin Franklin Medal des Franklin Institute

Likens hält Ehrendoktorate des Manchester College (1979), der Rutgers University (1985), des Plymouth State College (1989), der Miami University (1990), des Union College (1991), der Universität für Bodenkultur Wien (1992), des Marist College (1993), der Universität Wageningen (1998), der University of Connecticut (2004), der Montclair State University (2012) und der Universität Uppsala (2018).